# Naomi Mitchison
Naomi May Margaret Mitchison, Baronesa Mitchison (1 de noviembre de 1897, Edimburgo – 11 de enero de 1999, Carradale), nacida Haldane, fue una escritora y poeta británica. 
Era hija del fisiólogo John Scott Haldane y de Louisa Kathleen Trotter. Fue educada en la Dragon School de Oxford y comenzó a estudiar ciencias en la universidad de dicha ciudad, pero abandonó la carrera para convertirse en enfermera VAD durante la Primera Guerra Mundial. Tiempo después reinició sus estudios en lo que ahora es el St. Anne's College de Oxford. En 1916 se casó con el barrister Gilbert Richard Mitchison, quien era buen amigo de su hermano y con el que tuvo cuatro hijos.
Fue una escritora prolífica, completando más de noventa libros durante su vida y en multitud de géneros y estilos, incluyendo ficción histórica, ciencia ficción, narraciones de viajes y autobiografía Su esposo el barón Dick Mitchison, en 1964 le dio los plenos derechos, a llamarse Lady Mitchison, pero nunca lo hizo.

### Novela
- The Conquered (1923)
- Cloud Cuckoo Land (1925)
- The Laburnum Branch (1926)
- The Fairy who Couldn't Tell a Lie (1927)
- Anna Comnena (1928)
- Black Sparta (1928)
- Nix-Nought-Nothing (1928)
- The Hostages (1930)
- The Corn King and the Spring Queen (1931)
- Boys and Girls and Gods (1931)
- The Prince of Freedom (1931)
- Powers of Light (1932)
- The Delicate Fire (1933)
- We Have Been Warned (1935)
- The Fourth Pit (1936)
- An End and a Beginning (1937)
- The Blood of the Martyrs (1939)
- The Bull Calves (1947)
- The Big House (1950)
- Travel Light (1952)
- Graeme and the Dragon (1954
- The Land the Ravens Found (1955)
- To the Chapel Perilous (1955)
- Little Boxes (1956)
- Behold your King (1957)
- The Young Alexander the Great (1960)
- Memoirs of a Spacewoman (1962)
- Ketse and the Chief (1965)
- Friends and Enemies (1966)
- Return to the Fairy Hill (1966)
- Big Surprise (1967)
- African Heroes (1968)
- Family at Ditlabeng (1969)
- Don't Look Back (1969)
- Far Harbour (1969)
- Sun and Moon (1970)
- The Moral Basis of Politics (1971)
- The Africans: From the Earliest Times to the Present (1971)
- Cleopatra's People (1972)
- Sunrise Tomorrow: A Story of Botswana (1973)
- Small Talk (1973)
- A Life for Africa: The Story of Bram Fischer (1973)
- Danish Teapot (1973)
- Oil for the Highlands? (1974)
- Solution Three (1975) (con Susan Merrill Squier)[3]
- All Change Here (1975)
- Snake! (1976)
- Two Magicians (con Dick Mitchison, 1979)
- The Vegetable War (1980)
- Mucking Around (1981)
- Not by Bread Alone (1983)
- Margaret Cole, 1893-1980 (1982)
- Among You Taking Notes... (1985)
- Early in Orcadia (1987)
- Images of Africa (1987)
- As It Was (1988)
- The Oath-takers (1991)
- Sea-green Ribbons (1991)
- Rising Public Voice: Women in Politics Worldwide (1995)
- The Dark Twin (con Marion Campbell, 1998)

### Colecciones
- When the Bough Breaks and Other Stories (1924; reimpredo × Pomona Press, 2006)
- The Laburnum Branch (1926)
- Black Sparta (1928)
- Barbarian Stories (1929)
- Beyond This Limit: Selected Shorter Fiction of Naomi Mitchison (1935; Scottish Academic Press, 1986; reimpreso, con una introducción de Isobel Murray, Kennedy & Boyd, 2008)
- The Fourth Pig (1936)
- Five Men and a Swan (1957)
- The Brave Nurse: And Other Stories (1977)
- Cleansing of the Knife: And Other Poems (poemas) (1979)
- What Do You Think Yourself: and Other Scottish Short Stories (1982)
- A Girl Must Live: Stories and Poems (poemas) (1990)

### Dramaturguia
- Nix-Nought-Nothing (1928)
- The Price of Freedom. A play in three acts (con Lewis Gielgud Mitchison, 1931)
- An End and a Beginning (1937)

### No ficción
- Vienna Diary (1934; reimpreso × Kennedy & Boyd, 2009)
- The Moral Basis of Politics (1938; reimpreso en 1971)
- Return to the Fairy Hill (1966)
- African Heroes (1968)
- The Africans: From the Earliest Times to the Present (1971)
- A Life for Africa: The Story of Bram Fischer (1973)
- Oil for the Highlands? (1974)
- Margaret Cole, 1893–1980 (1982)
- Rising Public Voice: Women in Politics Worldwide (1995)
- Essays and Journalism, v. 2: Carradale (Kennedy & Boyd, 2009) Edited and introduced by Moira Burgess.